# Isaac Sopoaga
Isaac Sopoaga (Pago Pago, 4 settembre 1981) è un ex giocatore di football americano samoano americano che ha militato nel ruolo di nose tackle per i New England Patriots della National Football League (NFL). Fu scelto nel corso del quarto giro (104º assoluto) del Draft NFL 2004 dai San Francisco 49ers. Al college ha giocato a football all'Università delle Hawaii.

## Carriera professionistica

### San Francisco 49ers
Sopoaga fu scelto nel corso del quarto giro del Draft 2004 dai San Francisco 49ers. Nella sua stagione da rookie non scese mai in campo a causa di un infortunio. Nel 2008, i 49ers affermarono che avrebbe utilizzato Sopoaga nel ruolo di defensive end. Nella stagione 2010, Sopoaga divenne il defensive end titolare nella difesa di tipo 3-4 dei 49ers.
Il 17 ottobre 2010 nella gara contro gli Oakland Raiders, Sopoaga giocò come fullback e bloccò con successo per Frank Gore fino a quasi a raggiungere la end zone. La giocata risultò in un primo down che permise ai 49ers, che stavano guidando la gara 17 a 9, di controllare il cronometro e vincere la gara.
Il 20 gennaio 2012, nella finale della NFC in trasferta contro i numero 1 del tabellone, gli Atlanta Falcons, Isaac mise a segno un sack su Matt Ryan. contribuendo alla vittoria dei Niners e alla qualificazione al loro primo Super Bowl dal 1994. Nel Super Bowl XLVII Sopoaga mise a segno 4 tackle ma i 49ers furono sconfitti 34-31 dai Baltimore Ravens.

### Philadelphia Eagles
Il 12 marzo 2013, Sopoaga firmò un contratto triennale del valore di 12 milioni di dollari coi Philadelphia Eagles. Con essi passò la prima metà della stagione 2013 disputando otto gare, tutte tranne una come titolare.

### New England Patriots
Il 29 ottobre 2013, Sopoaga fu scambiato dagli Eagles per una scelta del quinto giro del draft 2014 con i New England Patriots.

## Vittorie e premi
Nessuno

## Statistiche
| Partite totali             | 122 |
| Partite totali da titolare | 78  |
| Tackle totali              | 226 |
| Sack fatti                 | 7,5 |
| Intercetti fatti           | 0   |
| Fumble forzati             | 1   |